# Ху, Валери
Валери Вайлин Ху (англ. Valerie Wailin Hu) — профессор биохимии и молекулярной биологии в Университете Джорджа Вашингтона, изучает биомаркеры аутизма.

## Образование
Ху имеет степень бакалавра Гавайского университета (1972 г.) и докторскую степень Калифорнийского технологического института (1977 г.); она провела постдокторское исследование биохимии мембран и иммунологии в Калифорнийском университете в Лос-Анджелесе.

## Исследования
В своём исследовании она классифицировала аутичных детей по подгруппам на основе их диагностических оценочных интервью, и в результате обнаружила однонуклеотидные полиморфизмы, которые, по её словам, могут позволить диагностировать аутизм с точностью более 98%. В частности, исследование Ху показало, что уровни двух белков, продуцируемых генами, которые показали изменения в метилировании ДНК, были снижены в мозге аутичных детей по сравнению с контролем. Основываясь на этом открытии, Ху предположила, что использование препаратов, блокирующих химическую маркировку этих генов, может быть полезным в лечении аутизма. Дополнительной темой исследований Ху было её открытие, что ген RORA, который может находиться под позитивной регуляцией андрогенов, приводит к накоплению дополнительного тестостерона, который может способствовать большей частоте проявлений аутизма у мужчин.